# Crypsitricha stereota
Crypsitricha stereota är en fjärilsart som beskrevs av Edward Meyrick 1914. Crypsitricha stereota ingår i släktet Crypsitricha och familjen äkta malar. Inga underarter finns listade i Catalogue of Life.